# Stuart Murdoch
Pour les articles homonymes, voir Murdoch.
Stuart Lee Murdoch est un musicien et chanteur écossais né le 25 août 1968, fondateur du groupe d'indie pop Belle and Sebastian pour lequel il compose et écrit des chansons. ll passa la majorité de son enfance non loin du lieu de naissance de Robert Burns à Alloway, Ayr jusqu'à ce qu'il quitte l'école et aille à l'université de Glasgow.

## Biographie
Durant son enfance, les parents de Stuart lui firent prendre des leçons de piano, et même s'il déclare ne pas y avoir pris plaisir à l'époque, il dit maintenant "apprécier grandement cette décision". En dehors de précoces activités musicales au collège (à l'âge de 12 ans il forma un groupe avec des camarades de classe où il jouait du piano), Murdoch eu sa première implication dans la musique comme DJ de radio pour Subcity Radio à l'Université de Glasgow.
Pendant qu'il était à l'université à la fin des années 1980, il contracta l'encéphalomyélite myalgique ou Syndrome de Fatigue Chronique et ne put travailler pendant 7 ans. Murdoch déclara que l'isolement de ces années est ce qui l'a amené à composer des chansons. "Il y avait un grand désert à ce moment-là, une sorte de vide dans ma vie. À partir de là, ces chansons ont commencé à sortir, ces mélodies où je pouvais exprimer ce que je ressentais" Au début de l'année 1995, il avait largement récupéré de sa maladie, fait pour lequel il remercie un guérisseur mystique (faith healer en anglais), et commença à chercher des camarades musiciens pour former un groupe, qui deviendra plus tard Belle & Sebastian.
Ce fut également l'époque où il commença à vivre au-dessus d'une salle paroissiale et à y travailler comme concierge, un poste qu'il maintiendra jusqu'en 2003. En 2004, il déclara à The Guardian : « Je ne suis pas vraiment un Chrétien avec un grand C. Je me pose encore des questions. Mais je me rappelle cette fois où je me suis retrouvé en train de chanter des vieux cantiques dans ma cuisine et que je ne savais pas bien pourquoi je le faisais. Et puis un dimanche matin, j'ai regardé ma montre et j'ai pensé "est-ce que je pourrais arriver à l'heure pour la messe ?". C'était tellement accueillant, c'était comme arriver à la maison. Douze ans plus tard, je n'étais jamais parti. »
L'intérêt de Murdoch pour la foi a été perceptible dans ses paroles à mesure que Belle & Sebastian avançait dans le temps. Le premier album incluait des vers parlant de « lire l'Évangile pour soi-même », puis sur le deuxième, Murdoch chantait sur « la souffrance d'être un non-croyant sans espoir ». Les références religieuses devinrent de plus en plus directes et affirmées dans les derniers albums, par exemple dans If You Find Yourself Caught In Love (qui contient le vers « say a prayer to the man above », vers qui constitue un passage du refrain) sur l'album Dear Catastrophe Waitress; et les deux parties de Act Of The Apostle sur The Life Pursuit. À propos de If You Find Yourself Caught In Love, Murdoch dit à Gross: « Au moment où je l'écrivais j'ai pensé, devrais-je être si ouvert ? Parce que j'avais souvent formulé des connotations religieuses dans des personnages dans le passé, mais ça c'était un peu plus osé. Et puis je me suis dit, tu fais ça depuis des années, pourquoi pas ? Pourquoi ne pas être un peu plus franc ? »
Des paroles sexuellement ambigües dans certaines chansons de Belle & Sebastian ont incité Murdoch à confirmer son hétérosexualité dans la presse, se qualifiant d'"hétéro au point d'en être ennuyeux". Murdoch a soutenu la cause du mariage homosexuel. Il est végétarien.
Murdoch a produit le premier single du groupe Zoey Van Goey Foxtrot Vandals.
Le 26 novembre 2007, à New York, Murdoch a épousé sa petite-amie de longue date Marisa Privitera, qui figure sur la pochette du DVD de Belle & Sebastian Fans Only, ainsi que sur celle de l'album The Life Pursuit.
Il fut diagnostiqué daltonien très jeune et ne boit pas."J'aime prendre un Scotch whisky, mais je suis allergique à l'alcool, vous pouvez le croire ? ce qui est une tragédie en soi-même [...] C'est seulement dans ces dernières années, j'ai eu de l'Eczéma et une des choses dont je devais faire pour m'en débarrasser c'était abandonner l'alcool".
En 2009, il contribua à l'album Dark Was the Night dont les bénéfices étaient destinés à la lutte contre le SIDA, avec la chanson Another Saturday, produit par la Red Hot Organization. Il était également présent à la manifestation du 5 décembre 2009 à Glasgow en faveur d'une action gouvernementale pour la protection de l'environnement, en vue de la Conférence de Copenhague de 2009 sur le climat.
Il a lancé en 2008 le projet God Help the Girl.